# Алітус
Алітус або Олита (лит. Alytus, пол. Olita, біл. Аліта) — місто на півдні Литви, адміністративний центр Алітуського повіту і Алітуського району; шосте в Литві за кількістю жителів.

## Назва
Ймовірно, що назвою місто зобов'язане річці — притоку Німану. Нині річка називається Алітупіс (літ. Alytupis), але раніше могла носити назву Алітус (лит. Alytus).

## Герб
Герб місто отримало разом з магдебурзькими правами, наданими привілеєм короля Стефана Баторія 15 червня 1581. Історичний герб міста підтверджений декретом президента Литви 11 грудня 1995.

## Положення й загальна характеристика

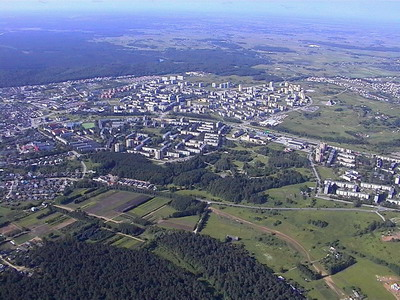
Алітус

Місто розташоване на обох берегах Німану за 105 км від Вільнюса і за 69 км від Каунаса. З промисловості текстильна компанія «Alytaus tekstilė», підприємство з виробництва алкогольних напоїв «Alita». Також у місті розміщено штаб-квартиру «Snaigė».

## Історія

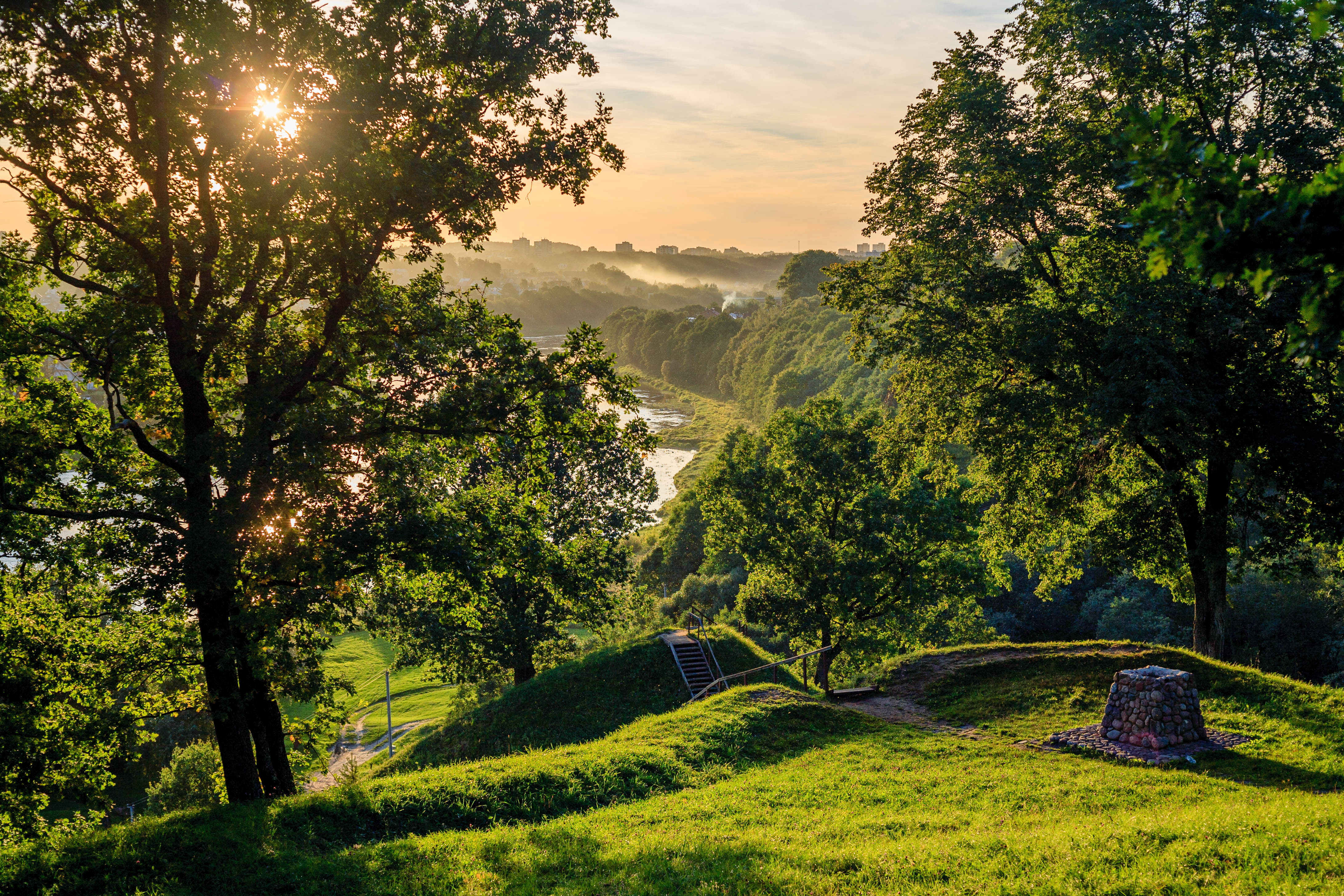
Алітуське городище

Перша згадка про Алітус міститься в Тевтонській хроніці Віґанда Марбурзького 1377 року, де вказано: на пагорбі в місці злиття Німана та Алітупіса був укріплений замок. У документах Тевтонського ордену Алітус називався Алітен.
За договором у Мельно фортеця Алітус залишалася у складі Тевтонського ордену, але з часом вона була повернута Великому князівству Литовському.
У середині XVI століття при дворі Миколая Радзивіла Чорного в Алітусі зупинявся польський друкар Ян Малецький.
15 червня 1581 року король Стефан Баторій надав Алітусу магдебурзьке право. 
Алітус у другій половині XVI століття належав до Тракайського повіту Тракайського воєводства. 
Алітус з давніх часів ділиться на дві частини. Після третього поділу Речі Посполитої 1795, західна частина Алітуса разом із Сувальщиною відійшла Прусії, а східна – Російській імперії. Після поразки Наполеона Росія окупувала обидві частини Алітуса, але адміністративні розбіжності існували до Січневого повстання (1863). Зокрема західна частина з 1815 року належала Конгресовому Царству Польському. 
1870 місто позбавили муніципальних прав. Наприкінці 19 століття московити зробили Алітус оборонним містом, тут була залізниця. З цього часу збереглися російські артилерійські казарми, гарнізонний парк і гарнізонна церква.
1915 році Алітус зайняти німецькими військами під час Першої світової війни. 12 лютого 1919 в Алітусі сталася битва литовської армії з червоною армією.
Після польсько-литовських боїв 1919 року Алітус опинився в складі Литви. Поляки Сувальщини вимагали перенесення польсько-литовської демаркаційної лінії. Наприкінці жовтня 1919 під час мирних переговорів у Парижі польська делегація передала представникам Антанти меморіал, у якому вимагала демаркаційної лінії від Віштинця до Алітуса. На заваді став большевицький наступ на Варшаву (1920), що дало змогу литовській армії приєднати частину Сувальщини. Відтоді Алітус на обох берегах Нямунасу є частиною Литви.
З вересня 1939  в Алітусі комуністи влаштувати табір для інтернованих у Литві польських вояків.

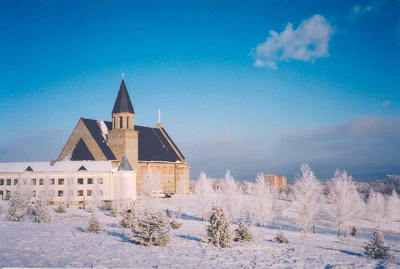
Алітус взимку

### Міфи Другої світової війни
Під час Другої світової війни в Алітусі розстріляно близько 10-20 тисяч євреїв (точне число не відомо; детальних досліджень ніколи не було, а в різних джерелах згадується число — 60 тисяч — сумнівно, тому що ні в Алітусі, ні в радіусі 50 км стільки євреїв ніколи не жило. Про розстріл привезених євреїв ніяких даних немає, а концтаборів поблизу теж не було). З липня 1941 по квітень 1943 на території казарм діяв концентраційний табір військовополонених «Сталаг-343». З травня 1943 по липень 1944 тут же знаходився табір для переміщених осіб, головним чином із західних областей Росії. Частина полонених використовувалася на сільськогосподарських роботах у садибах литовських селян. Судячи з архівних даних, у таборі загинуло близько 2 тисяч радянських військовополонених і цивільних осіб. На місці братських могил створено меморіал з білим обеліском у центрі (нині на території Алітуського міського парку).

## Клімат
Місто знаходиться у зоні, котра характеризується вологим континентальним кліматом з теплим літом. Найтепліший місяць — липень із середньою температурою 16.7 °C (62 °F). Найхолодніший місяць — січень, із середньою температурою -5 °С (23 °F).
| Клімат Алітуса          | Клімат Алітуса | Клімат Алітуса | Клімат Алітуса | Клімат Алітуса | Клімат Алітуса | Клімат Алітуса | Клімат Алітуса | Клімат Алітуса | Клімат Алітуса | Клімат Алітуса | Клімат Алітуса | Клімат Алітуса | Клімат Алітуса |
| Показник                | Січ.           | Лют.           | Бер.           | Квіт.          | Трав.          | Черв.          | Лип.           | Серп.          | Вер.           | Жовт.          | Лист.          | Груд.          | Рік            |
| Середній максимум, °C   | −2,2           | −1,1           | 3,9            | 11,1           | 18,3           | 21,1           | 22,2           | 22,2           | 16,7           | 11,1           | 4,4            | −0,6           | 10,6           |
| Середня температура, °C | −5             | −4,4           | 0              | 6,1            | 12,2           | 15,6           | 16,7           | 16,7           | 12,2           | 7,2            | 2,2            | −2,8           | 6,4            |
| Середній мінімум, °C    | −7,8           | −7,8           | −3,9           | 1,1            | 6,1            | 10             | 11,7           | 10,6           | 7,2            | 3,3            | 0              | −5             | 2,1            |
| Норма опадів, мм        | 41             | 27             | 36             | 41             | 56             | 74             | 80             | 70             | 60             | 48             | 51             | 50             | 634            |
| Днів з опадами          | 8              | 9              | 14             | 16             | 16             | 12             | 13             | 14             | 12             | 14             | 8              | 7              | 143            |
| ----------------------- | -------------- | -------------- | -------------- | -------------- | -------------- | -------------- | -------------- | -------------- | -------------- | -------------- | -------------- | -------------- | -------------- |
| Джерело: Weatherbase    |                |                |                |                |                |                |                |                |                |                |                |                |                |

## Населення
У 2017 році у місті налічувалося 52 933 мешканців.
| Динаміка населення з 1823 по 2017 |                |          |                                     |          |                                         |          |          |        |
| 1823                              | 1827           | 1867*    | 1886                                | 1896     | 1897пер.                                | 1923пер. | 1931     | 1939   |
| 600                               | 289 (Alytus I) | 554      | 1769 926 (Алітус I) 843 (Алітус II) | 822      | 3445 1 435 (Алітус I) 2 010 (Алітус II) | 6322     | 7124     | 9207   |
| 1959пер.                          | 1964           | 1970пер. | 1974                                | 1979пер. | 1983                                    | 1989пер. | 2001пер. | 2006   |
| 12 300                            | 15 600         | 28 165   | 40 200                              | 55 509   | 64 000                                  | 73 015   | 71 491   | 67 443 |
| 2007                              | 2008           | 2009     | 2010                                | 2011пер. | 2012                                    | 2013     | 2014     | 2017   |
| 66 749                            | 65 856         | 64 770   | 63 630                              | 60 302   | 58 515                                  | 57 281   | 56 357   | 52 933 |
| Гістограма динаміки населення     |                |          |                                     |          |                                         |          |          |        |

Національний склад станом на 2011
- Литовці — 96,86 % (58 083)
- Росіяни — 1,20 % (725)
- Поляки — 0,64 % (384)
- Татари — 0,34 % (204)
- Білоруси — 0,19 % (119)
- Українці — 0,16 % (98)
- Інші — 0,58 % (351)

## Відомі люди
- Ірена Бараунскайте-Візбарієне (* 1977) — литовська баскетболістка.
- Тіна Кей (* 1985) — британська порноакторка та ню модель литовського походження.

## Міста-побратими
Алітус є побратимом з такими містами:
- Аматський край, Латвія
- Бердичів, Україна
- Ботчирка, Швеція
- Кроулі, Велика Британія
- Елк, Польща
- Гіжицький повіт, Польща
- Кременчук, Україна
- Мандал, Норвегія
- Нествед, Данія
- Ополе, Польща
- Остроленка, Польща
- Рочестер, США
- Руан, Франція
- Сувалки, Польща
- Велізі-Віллакубле, Франція

## Галерея

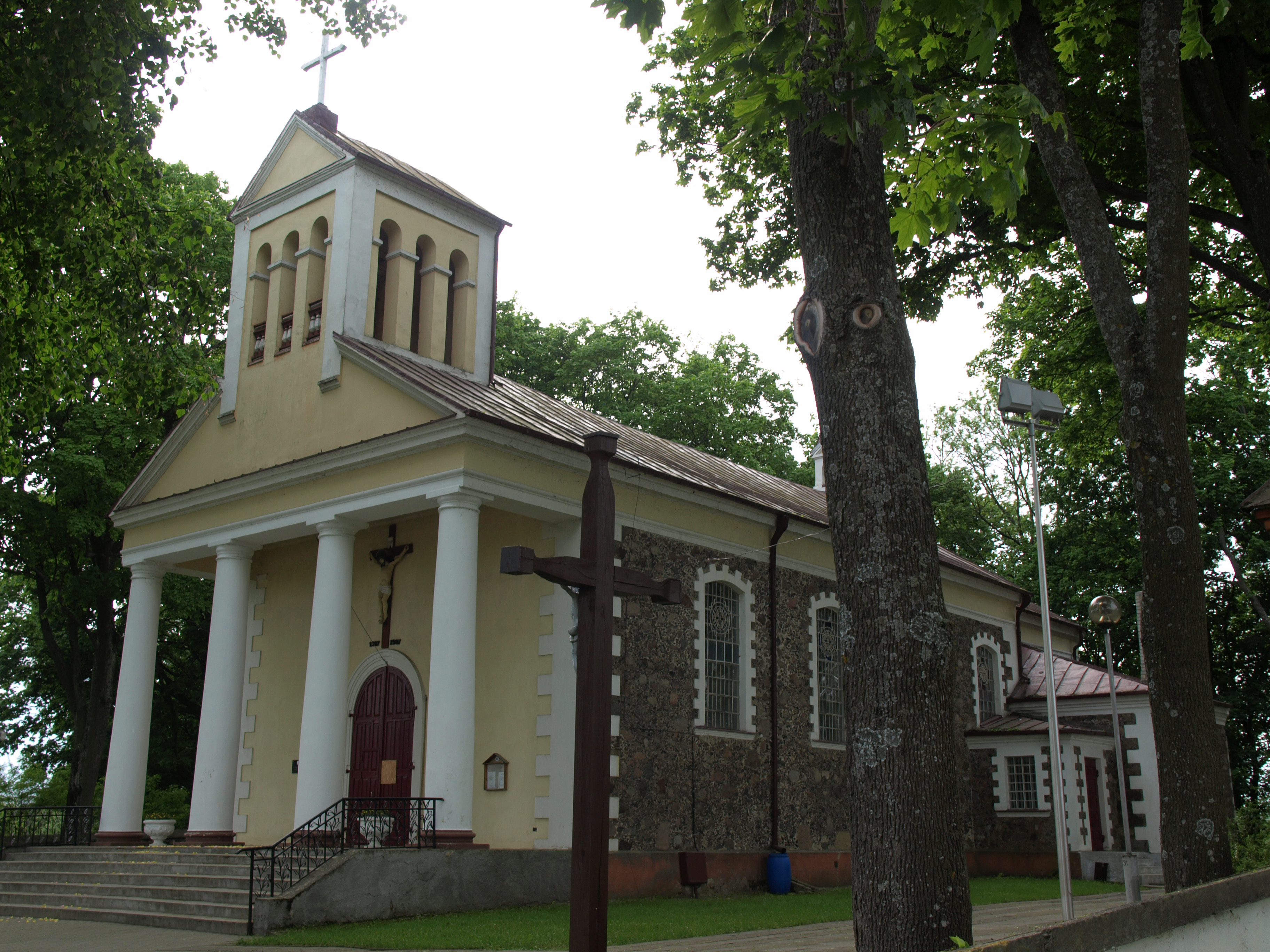
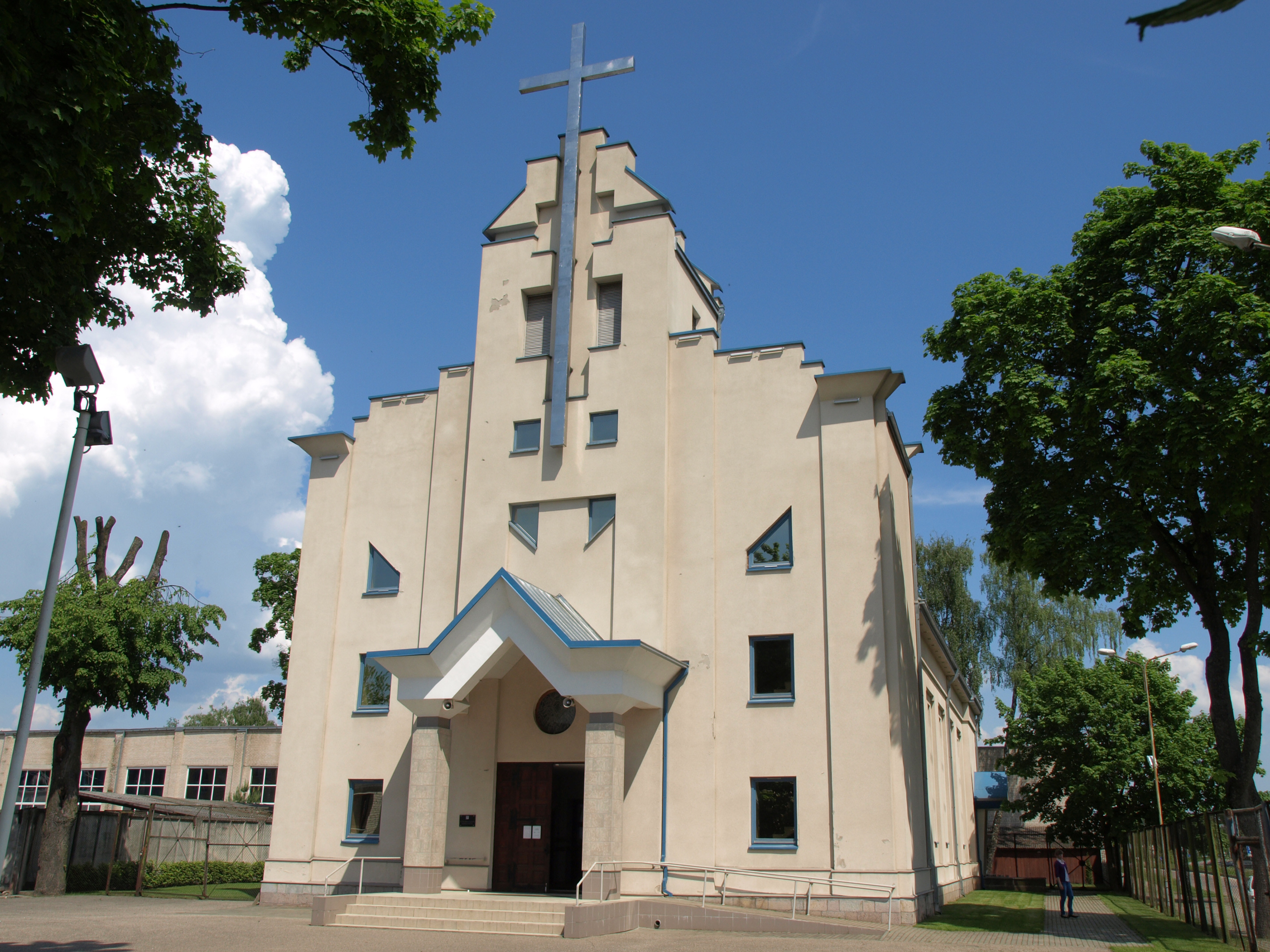
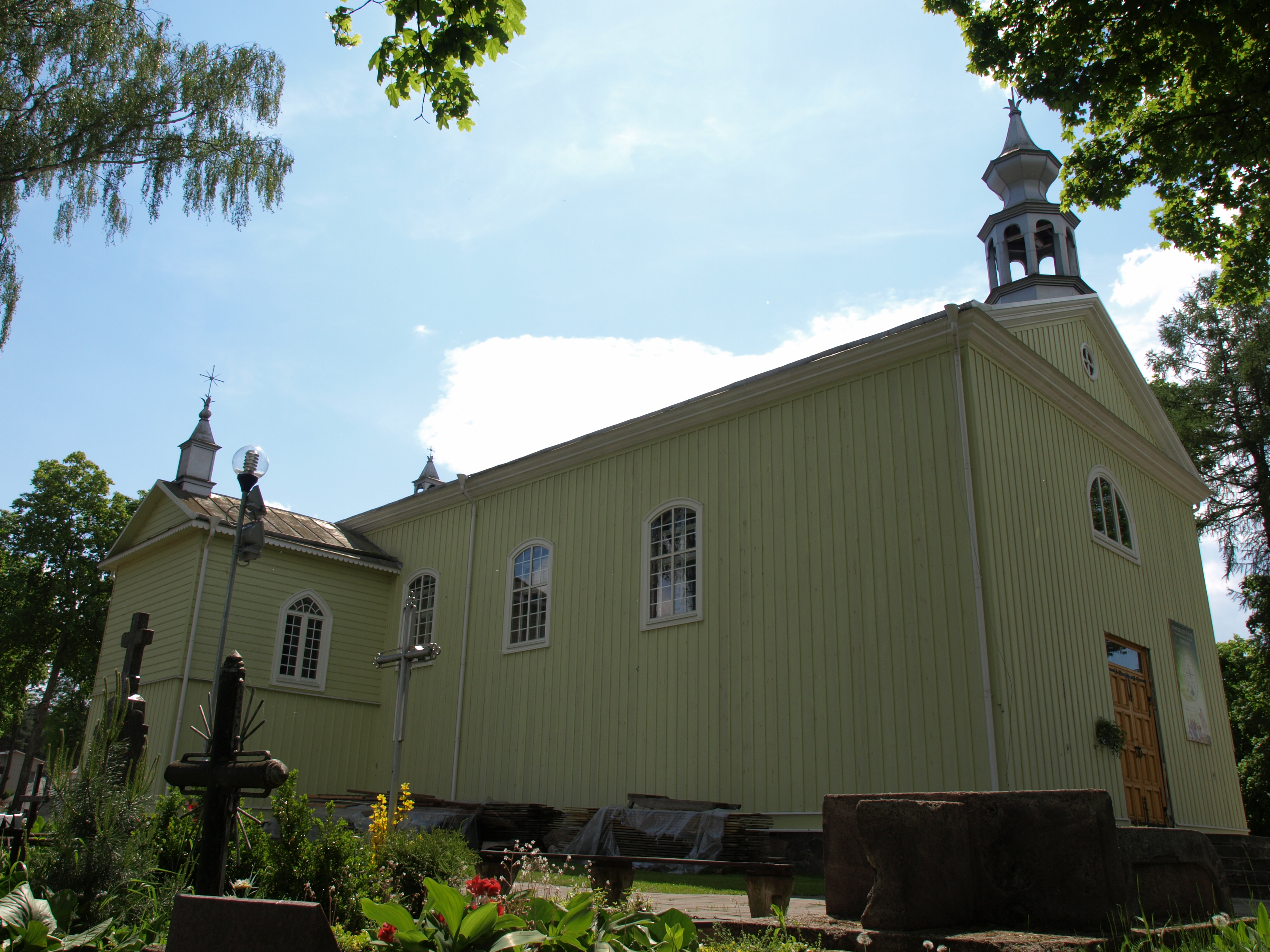
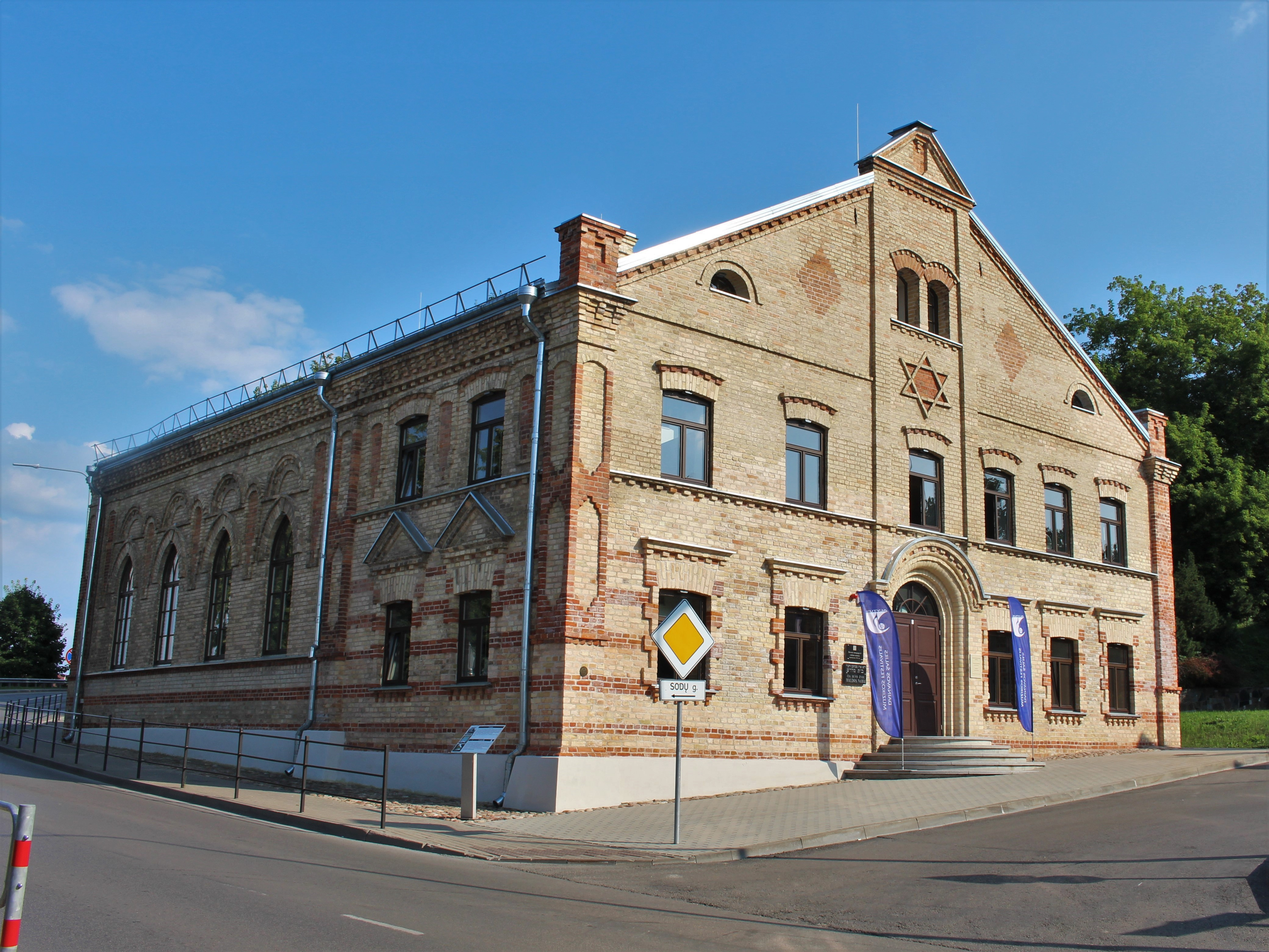
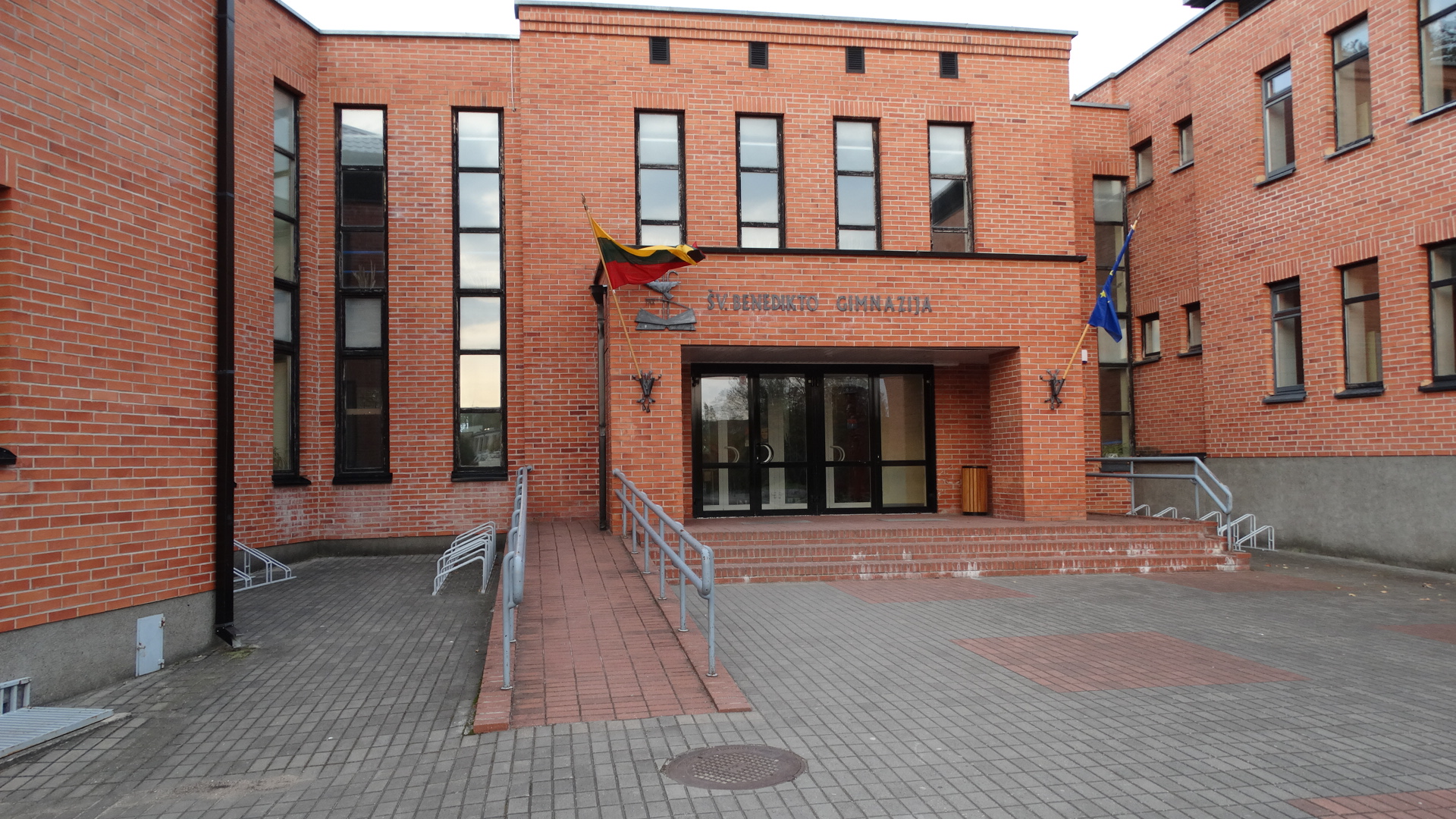
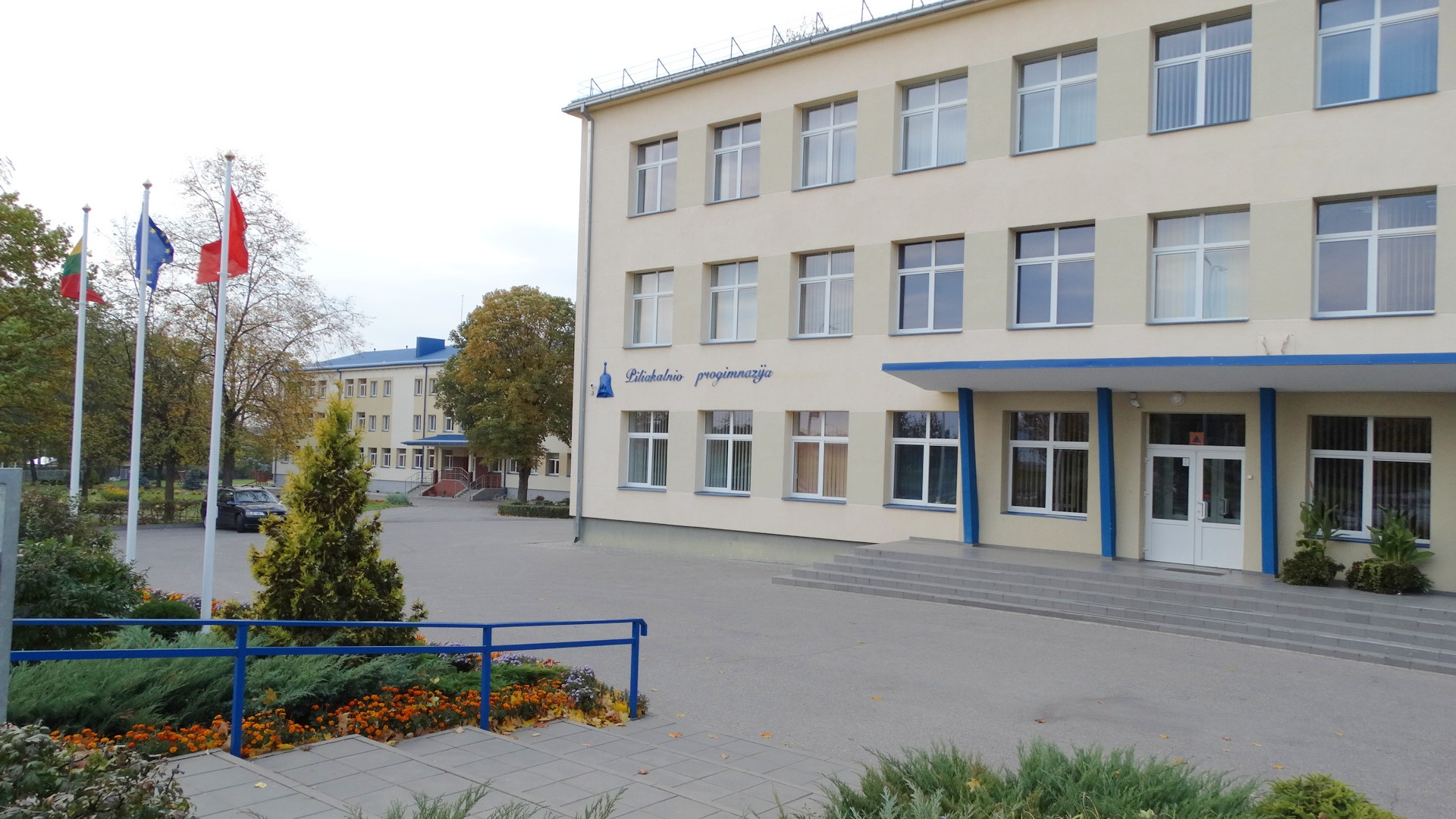
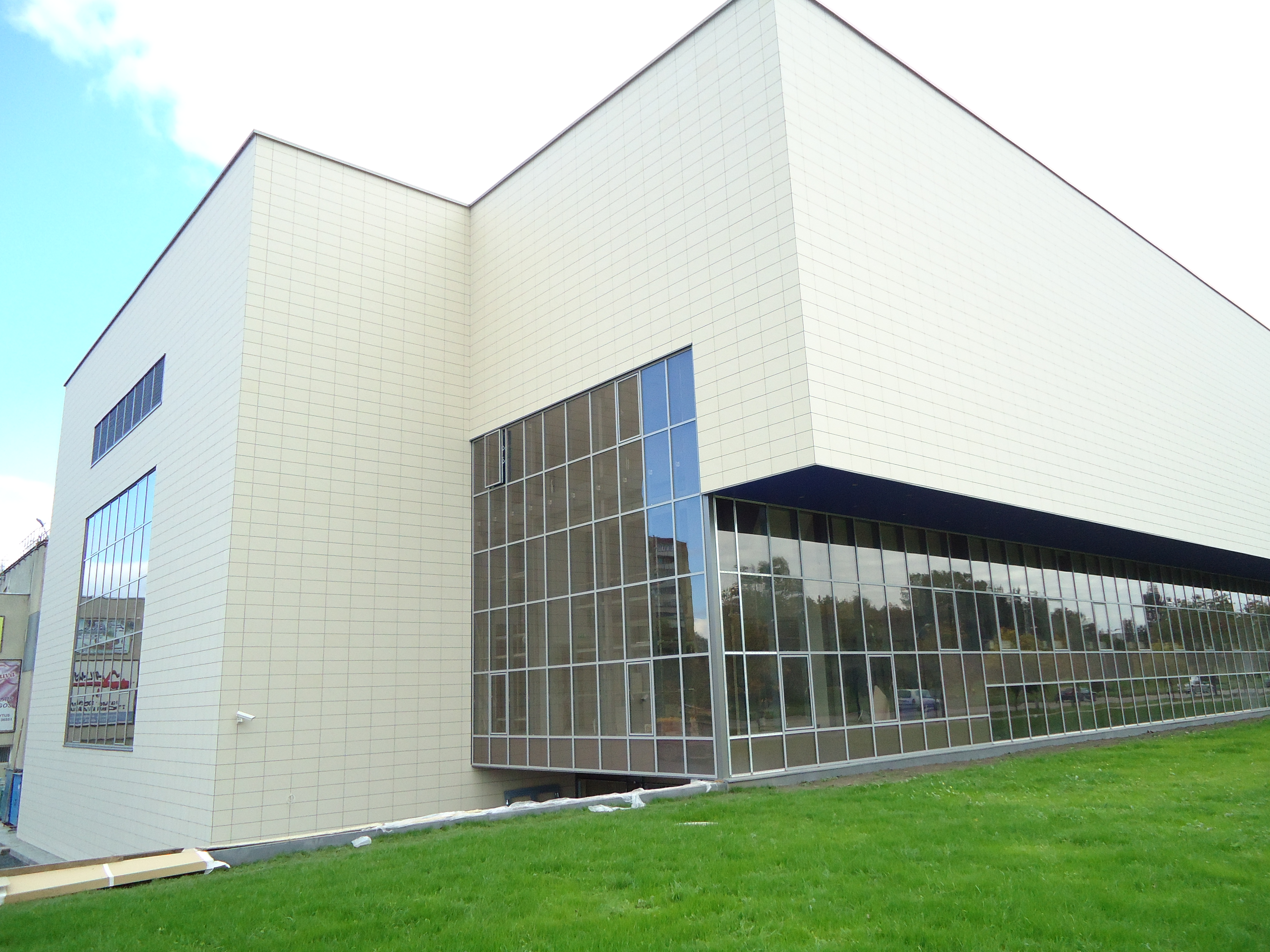
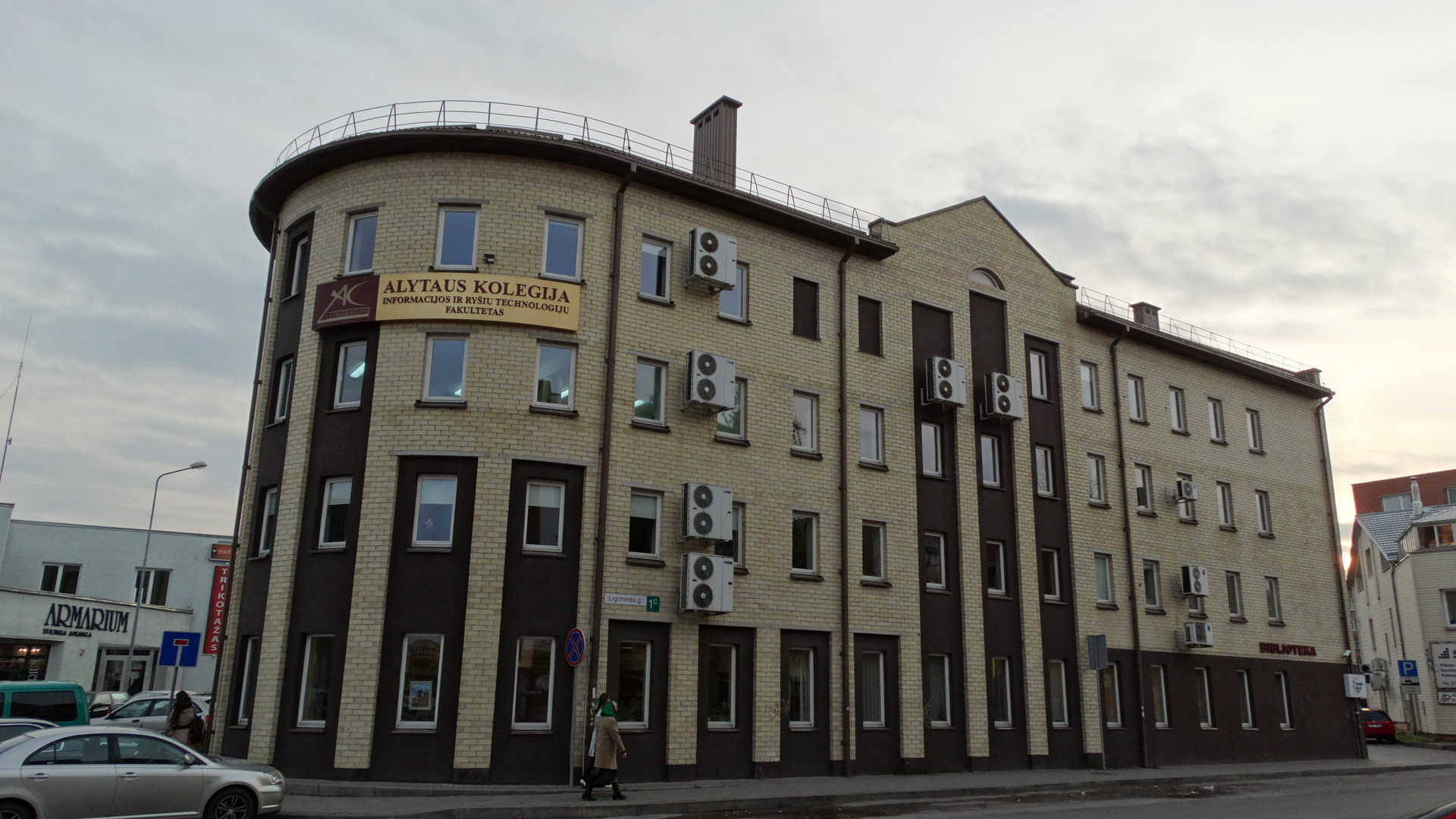
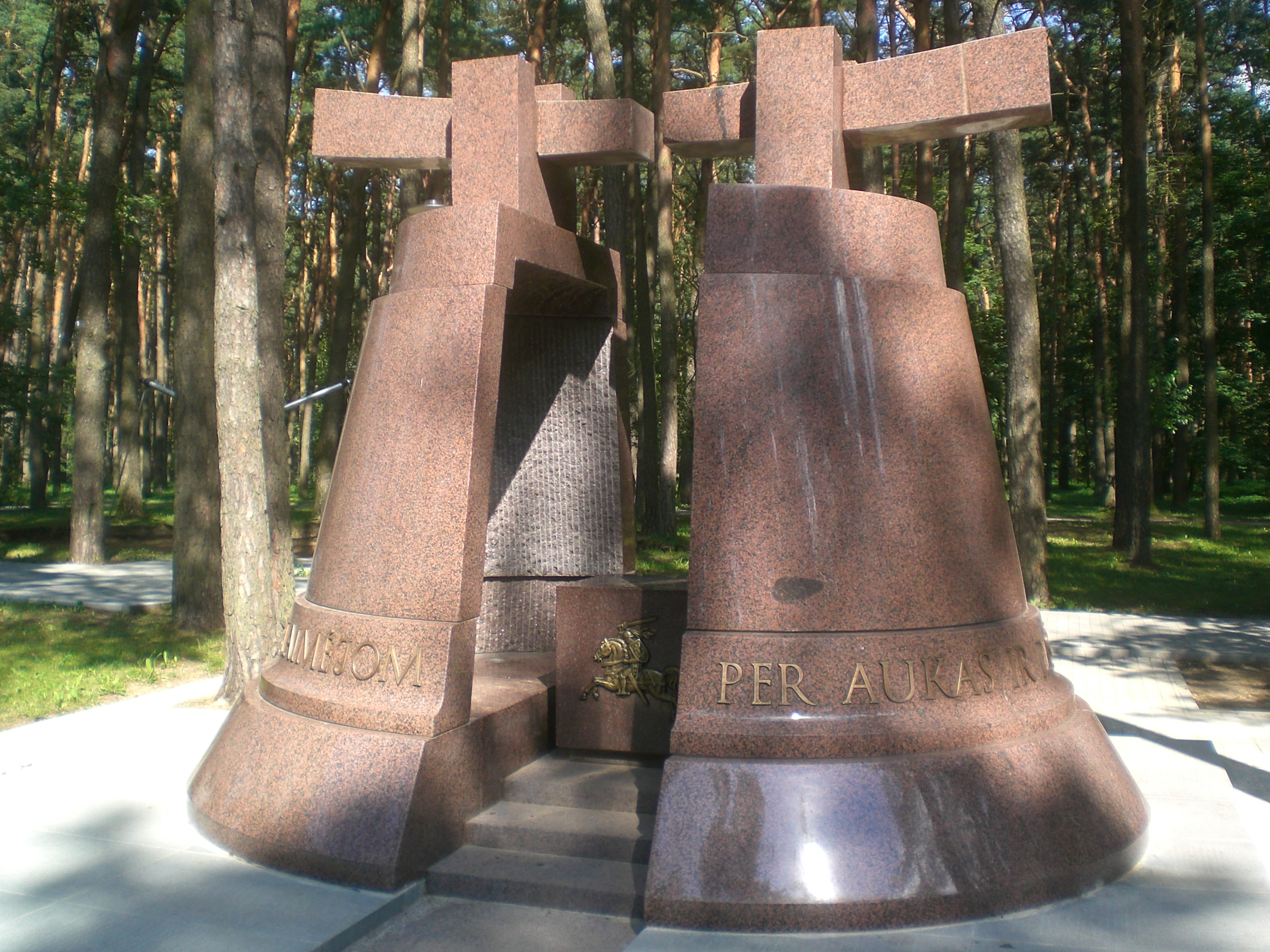
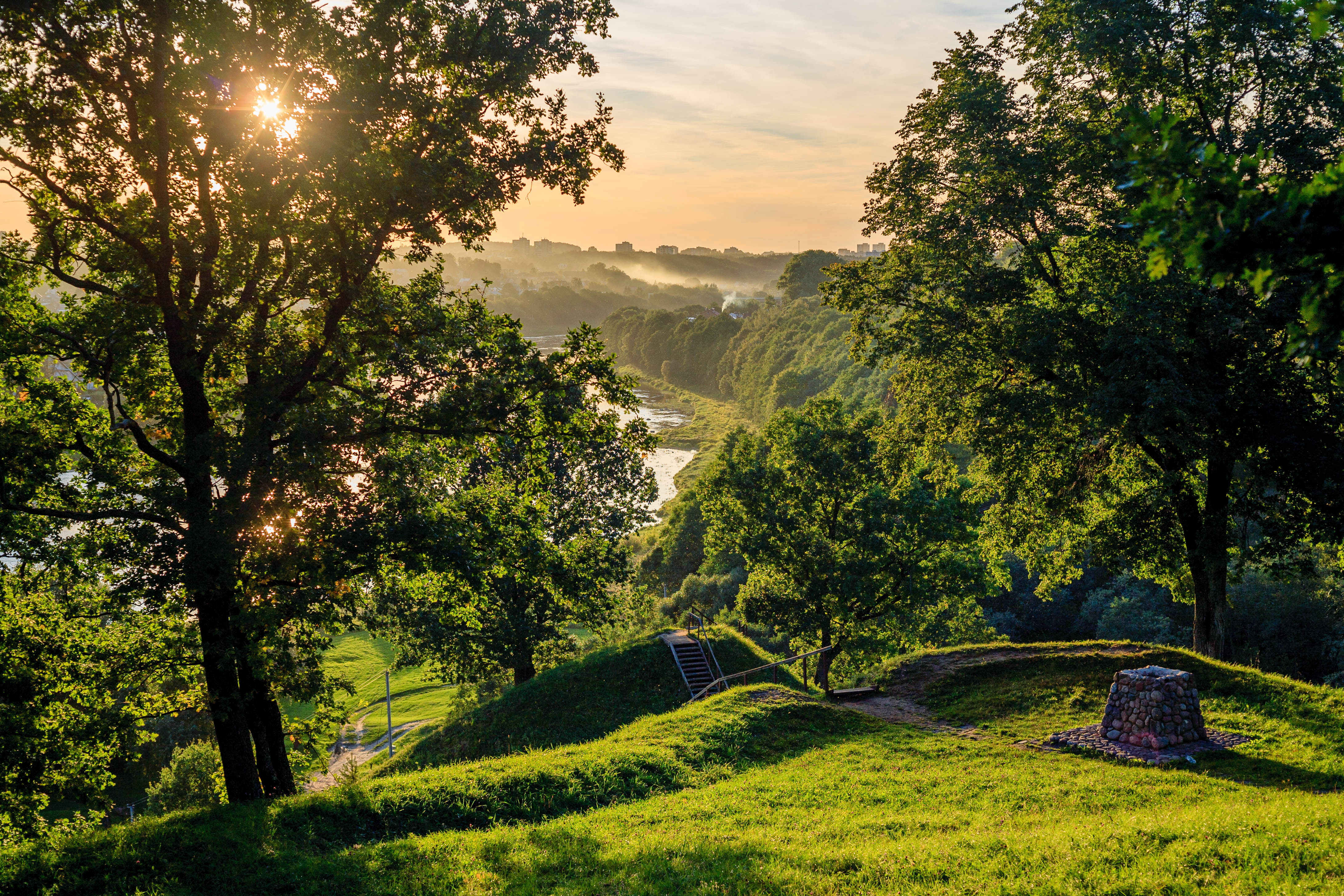
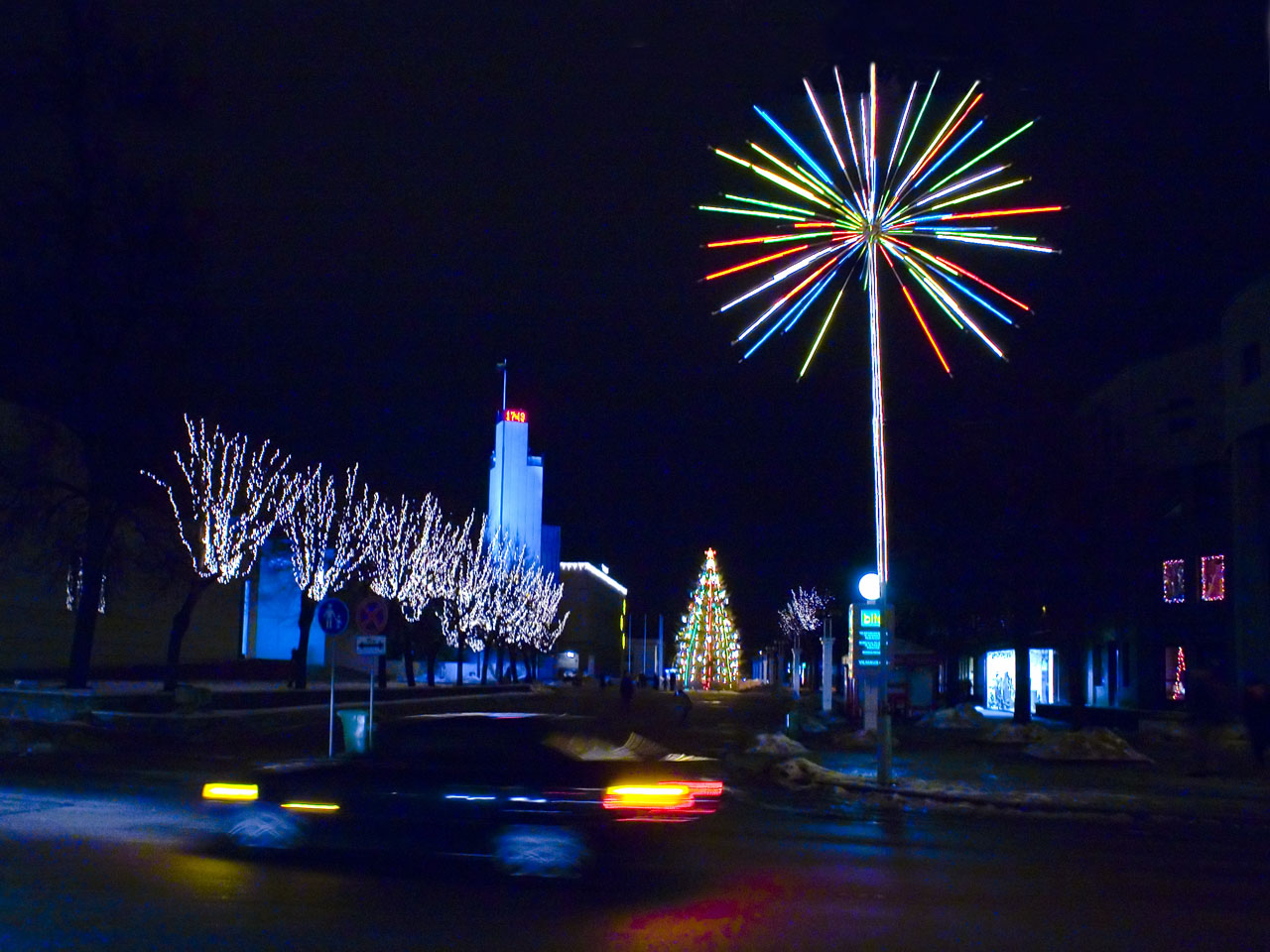
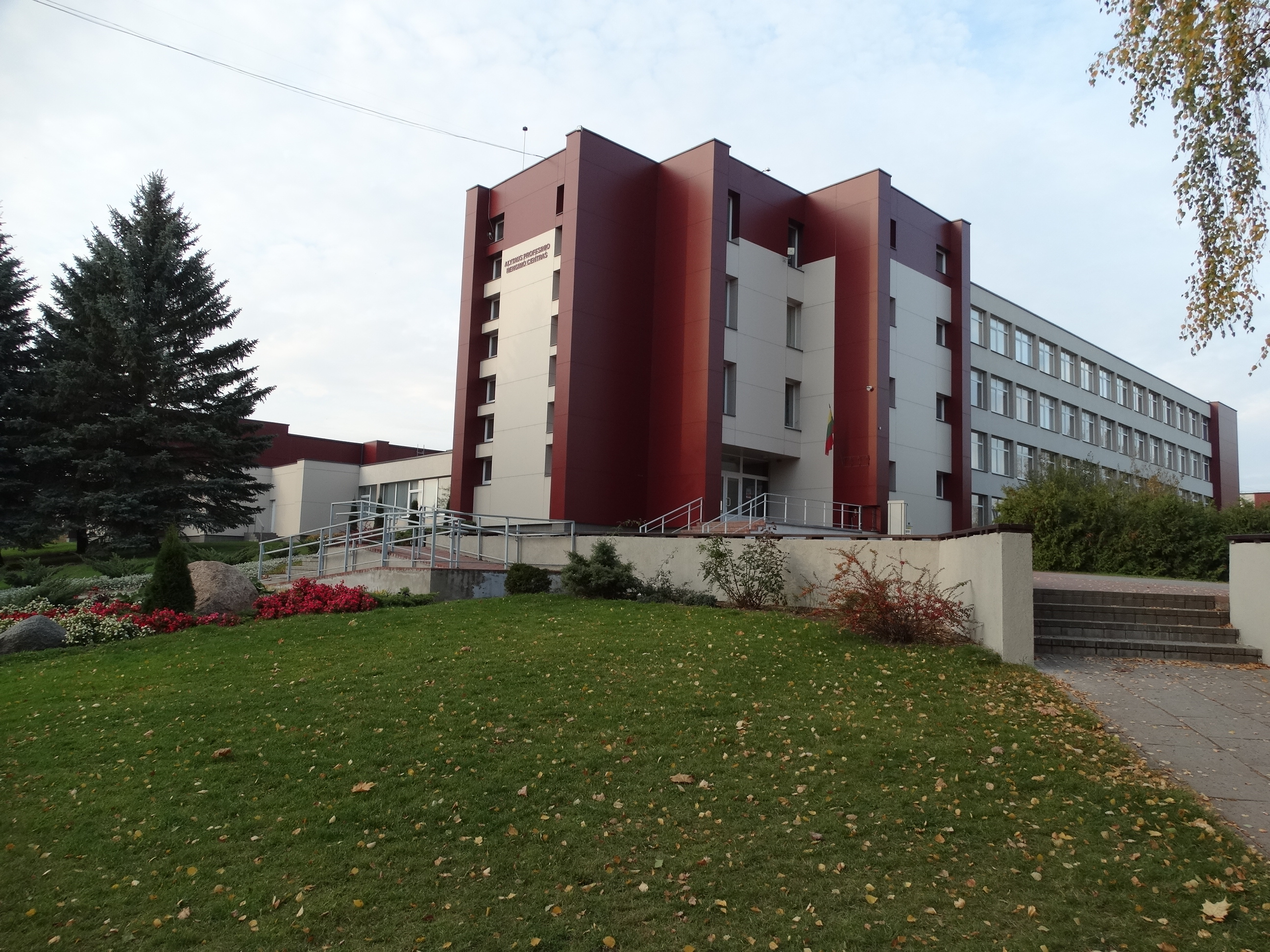